# 大島渚 (バンド)
大島渚（おおしまなぎさ）は、かつて日本で活動していたロックバンド。

## 概要
漫画家であるみうらじゅん、喜国雅彦を中心に結成され、1989年6月24日にTBSテレビの深夜番組『三宅裕司のいかすバンド天国』に初出場。その後同番組の『輝く!日本イカ天大賞』にも出場した。自称・税金対策バンド。代表曲に「カリフォルニアの青いバカ」があり、イカ天の審査員から「題名がいい」などと称賛された。
バンド名は同名の映画監督である大島渚が大声で罵倒する姿こそロックだ！というみうらじゅんの発言に由来している。本人の許可はとっていなかったが、イカ天に出演していた大島に「カリフォルニアの青いバカをぜひ、歌ってほしい」とファックスを送ったところ、大島は爆笑して快諾した。大島自身も「うちの息子はバンドの方の"大島渚"のファンなんだな」と発言している。

## メンバー
- みうらじゅん（ヴォーカル、ギター、ハーモニカ）
- 喜国雅彦（ベース）
- 滝本淳助（ドラム、タンバリン）- アルバム第1作のみ
- 塩沢俊明（キーボード）
- 河合宣輔（ギター）- アルバム第1作のみ
- 内山朋子（ドラム） - アルバム第2作のみ
- 渡辺匠（ギター） - アルバム第2作のみ
- 山田五郎（ギター） - 氣志團万博（2019）
- 和嶋慎治（ギター） - 氣志團万博（2019）
- 安齋肇（コーラス） - 氣志團万博（2019）
- 古田たかし（ドラム） - 氣志團万博（2019）

## ディスコグラフィー

### アルバム
|     | 発売日        | タイトル          | 規格品番   | 収録曲 |
| --- | ------------- | ----------------- | ---------- | --- |
| 1st | 1990年3月10日 | 大島渚            | ING-201065 | 1. テレグラム・ゲロ 2. 若い 3. お釈迦様 4. ジェレミー 5. THE DAY OF CHRISTMAS 6. カリフォルニアの青いバカ                                                                    |
| 2nd | 1991年7月27日 | アイデン&ティティ | ING-254091 | 1. 光のないうちに進め 2. 裏切りはしない 3. 大人の悩みに子供の涙 4. 微熱が続いた夜 5. 人や猿 6. 働く男 7. につまり出したら早いぜベイビー 8. ハートランド 9. アイデン&ティティ |

### その他の収録アルバム・カバーされている楽曲
- 「カリフォルニアの青いバカ」が、『いか天 ザ・50 Vol.1』（1998年、APCA-223、バンダイ・ミュージックエンタテインメント）に「カリフォルニアの青い××」のタイトルで収録されている[3]。
- みうらの自伝的作品である『アイデン&ティティ』の映画の劇中曲として、「大人の悩みに子供の涙」「アイデン&ティティ」が峯田和伸によりカバーされており、同作品のサウンドトラック（2003年、UKCD-1109、UK PROJECT）に収録されている。